# Caculo Cahango
Caculo Cahango – miasto w Angoli, w prowincji Luanda.